# Two of Us
«Two of Us» (с англ. — «Двое из нас») — песня группы «Битлз», написанная Полом Маккартни (авторство приписано Леннону и Маккартни). Песня была выпущена на альбоме Let It Be; несколько по-другому аранжированные или смикшированные версии песни позднее вошли в альбомы-сборники Anthology 3 и Let It Be… Naked. Название песни было использовано в названии фильма «Двое из нас» о вымышленном воссоединении Маккартни и Леннона в 1976 году.

## История песни
Изначально песня называлась «On Our Way Home». По заявлению Маккартни, песня была посвящена его будущей жене Линде Истман. Вдвоём с Линдой они часто любили выезжать на автомобиле за городскую линию Лондона, и в одну из таких поездок они припарковались возле небольшого леса, и Пол начал сочинять эту песню на гитаре, не выходя из машины. По мнению музыкального критика Иэна Макдональда, отдельные строчки песни звучат так, словно бы они адресованы Леннону.
Раннюю версию песни, использующую более роковый стиль, можно услышать в первой части фильма «Пусть будет так». Группа осталась неудовлетворённой данным звучанием, поэтому подготовила для включения в альбом более акустическую версию песни.
В мае 1969 года Маккартни предложил эту песню нью-йоркскому трио Mortimer для их дебютного сингла, однако этот проект не был реализован.

## Запись песни
Студийной работе над песней было посвящено три сессии. Первая состоялась 2 января 1969 года, однако, все треки, записанные в тот день, вышли чересчур спонтанными. В тот же день группа работала над песнями «Teddy Boy» и «Maggie Mae».
На следующий день группа вернулась к работе над песней, однако основная часть работы была выполнена лишь 31 января. Финальный микс, вошедший в альбом Let It Be, был выполнен Филом Спектором 25 марта. Две вводных фразы Джона Леннона («I Dig A Pygmy by Charles Hawtrey and the Deaf Aids. Phase one, in which Doris gets her oats.»), с которых начинается песня, были заимствованы с одной из записей, выполненных группой 21 января.
В записи участвовали:
- Пол Маккартни — основной вокал, акустическая гитара
- Джон Леннон — подголоски, свист, акустическая гитара
- Джордж Харрисон — партия баса, исполняемая на электрогитаре
- Ринго Старр — ударные

## Кавер-версии
- Группа Boney M. включила кавер-версию песни в свой альбом Oceans of Fantasy (1979 год).
- Словенская группа Laibach записала кавер-версию песни для своего альбома Let It Be (1988 год).
- Американские исполнители Эйми Мэнн and Майкл Пэнн[англ.] записали кавер-версию песни, вошедшую в саундтрек к фильму «Я — Сэм» (2001 год).
- Американская рок-группа Guster включила кавер-версию в свой мини-альбом Satellite (2007 год).
- Кенни Логгинс включил кавер-версию песни в свой альбом All Join In (2009 год).